# Dire Straits
Dire Straits és un grup de música britànic de rock format el 1977 pels dos germans Mark Knopfler (guitarra i veu) i David Knopfler (guitarra), John Illsley (baix) i Pick Withers (bateria), amb Ed Bicknell com a mànager.

## Biografia
En una etapa en la qual regnava el punk rock, ells tenien un so diferent, gairebé rock and roll com abans. En els seus inicis, Mark Knopfler (el líder de la banda) demanava als gerents dels pubs que els deixessin actuar, de forma que la música sonés de fons, permetent a la gent parlar. Malgrat l'antítesi de la cultura popular del moment, els Dire Straits van arribar a tenir un gran èxit.
Dire Straits va enregistrar el seu primer àlbum homònim el 1978 amb poca acceptació fins que cinc mesos després van treure el single, "Sultans of Swing" que va convertir el disc en un dels més venuts. El seu segon àlbum "Communiqué" es va publicar dos mesos després; aquests dos primers àlbums van configurar el so de la banda. El tercer àlbum, Making Movies amb la col·laboració als teclats de Roy Bittan (de l'E Street Band) va marcar un canvi cap als arranjaments i una producció més elaborada, tendència que es mantindria al llarg de la carrera de la banda. El 1982 publiquen "Love over gold" i el single "Extended dance'ep play". El 1985 surt Brothers in Arms que va ser un èxit internacional, del que van eixir diversos singles, incloent el número u "Money for Nothing".
Va ajudar a l'èxit el fet que Brothers in Arms fos un dels primers discos gravat completament en format digital, el tot innovador CD. Això va tenir l'efecte col·lateral de fer-lo un dels àlbums més venuts dins dels consumidors partidaris d'aquesta tecnologia. Així mateix, el nou format era un excel·lent aparador de la meticulosa producció de Knopfler dels seus primers àlbums, fet que va portar a molts seguidors a comprar els seus treballs anteriors. En part com a resultat d'això (i d'una reeixida aparició en el concert de celebració del 70è aniversari de Nelson Mandela el juny de 1988), Dire Straits va ser la banda amb més vendes al món a mitjans dels anys 80.
Durant sis anys van estar inactius, amb el llançament de recopilacions d'èxits i directes. El seu últim àlbum d'estudi, On Every Street es va publicar el 1991 amb divisió d'opinions i un èxit moderat, destacant el single "Calling Elvis". Mark Knopfler es concentraria en projectes en solitari i bandes sonores de pel·lícules.
Els components de la banda van canviar amb els anys, la constant va ser Mark Knopfler, que va escriure la majoria de les cançons i va actuar com a líder de la banda. El seu àlbum recopilatori Sultans of Swing només conté dues cançons que no van ser compostes per Knopfler en solitari: "Money for Nothing", que va ser escrita amb Sting, de fet Sting, es va limitar a afegir la tornada «I want my MTV» a l'estil de l'èxit de The Police, "Don't Stand So Close To Me". "Tunnel of Love", conté una secció instrumental basada en música de Carrousell waltz; tota la resta és obra de Knopfler.
Tot i que continuaran sortint recopilacions, el grup es dissolgué el 1992, quan s'acaba la gira mundial d'On Every Street.

## Temes diversos
El seu cantant i guitarrista Mark Knopfler continua al món de la música en solitari, i ja ha tret al mercat 5 discs: Golden heart, Sailing to Philadelphia, The Ragpicker's dream, Shangri-la i el seu últim Get Lucky.
També ha compost la banda sonora d'algunes pel·lícules, entre les quals destaquen:
Local hero, Cal, Comfort & Joy, The princess bride, Last Exit to Brooklyn, A shot of glory, etc.
Músics que han passat per Dire Straits: Alan Clark, Terry Williams, Hal Lindes, Tommy Mandel, Mel Collins, Chris White, Guy Fletcher, Joop De Korte, Phil Palmer, Danny Cummings, Chris Whitten, etc.
Temes destacats de la discografia de Dire Straits: Sultans of swing, Romeo and Juliet, Tunnel of love, Money for nothing, Brothers in arms, Walk of life, So far away, Lady writer, Telegraph road, Twisting by the pool, Going home, Solid rock, Private investigations, Calling Elvis, etc.

## Discografia
- Dire Straits (1978)
- Communique (1979)
- Making Movies (1980)
- Love over gold (1982).
- Extended dance play. EP, amb 3 o 4 cançons (depenent de l'edició)
- Alchemy (1984). Directe, recull els seus èxits interpretats en una de les seves gires mundials, la del 1982-1983.
- Brothers in arms (1985). El seu disc més venut, i un dels més venuts de la història, també un dels primers que van sortir en CD
- Money for nothing (1988). Recopilatori
- On every street (1991)
- On the night (1992). Recull d'un concert de la gira 1991-1992

## Premis Grammy
Premis
- 1985 - Millor interpretació rock d'un duet o grup per Money for nothing
- 1986 - Millor vídeo de format curt per Dire Straits - Brothers In Arms

Nominacions
- 1980: Grammy al millor nou artista